# Épiaire droite
Stachys recta
Espèce
Classification phylogénétique
L'Épiaire droite (Stachys recta) est une espèce de plantes à fleurs de la famille des Lamiacées. C'est une plante herbacée vivace originaire du sud de l'Europe.

## Description

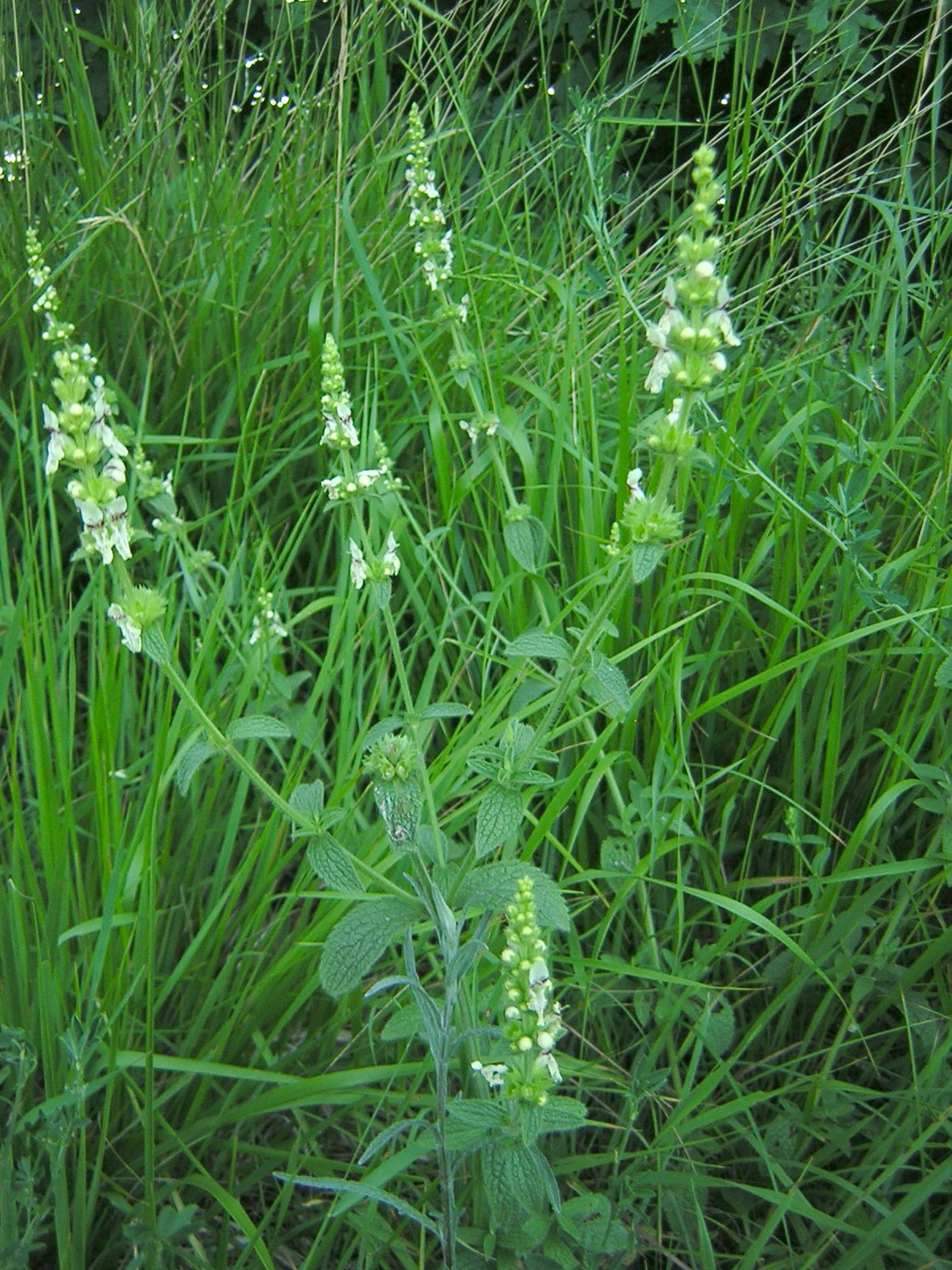
Stachys recta.

C'est une plante moyenne (25 à 40 cm de haut) à fleurs blanc-jaunâtre, maculées de taches violettes.

### Caractéristiques
Organes reproducteurs
- Couleur dominante des fleurs : blanc
- Période de floraison : juillet-octobre
- Inflorescence : glomérules spiciformes
- Sexualité : hermaphrodite
- Ordre de maturation :
- Pollinisation : entomogame

Graine
- Fruit : akènes, groupés par 4 : tétrakène
- Dissémination : épizoochore

Habitat et répartition
- Habitat type : pelouses basophiles médioeuropéennes
- Aire de répartition : européen méridional

Données d'après : Julve, Ph., 1998 ff. - Baseflor. Index botanique, écologique et chorologique de la flore de France. Version : 23 avril 2004.